# Wilton Farm
Wilton Farm – osada (buurt) na wyspie Sint Eustatius, w Holandii Karaibskiej. Liczy 244 mieszkańców (1 stycznia 2024). Leży w centralnej części wyspy.